# پنتر دی‌ویل
پنتر دی‌ویل (Panther De Ville) خودرویی است که در سال‌های ۱۹۷۴ تا ۱۹۸۵ در انگلستان تولید شده‌است.
طراحی آن خودروهای موتور جلو-محور عقب بوده وزن آن در حالت طبیعی ۴٬۳۷۰ پوند (۱٬۹۸۲ کیلوگرم) است. سیستم جعبه‌دندهٔ آن ۴ دنده به صورت خودکار است.